# Підволочиський район
Підволочи́ський райо́н — колишній адміністративно-територіальний район у північно-східній частині Тернопільської області. Площа — 800 км² — 5,8% від території області. Населення — 42 тис. осіб (2017).
Ліквідований 19 липня 2020 року.

## Географія

### Розташування
Підволочиський район межує: зі сходу з Волочиським районом Хмельницької області, з півдня та південного сходу — з Гусятинським і Теребовлянським, з півночі та північного заходу — Лановецьким і Збаразьким, зі заходу — з Тернопільським районами.

### Рельєф
Розташоване у межах Подільської височини, поверхня більшої частини — платоподібна, полого-хвиляста лісова, південно-західна — горбисто-пасмова. Абсолютні висоти — 250–400 м, максимальні — 417 м.

### Мінеральні ресурси
Є поклади вапняків, глини, піску.

### Клімат
Район належить до вологої, помірно теплої агрокліматичної зони.

### Гідрографія
Головні річки — Збруч та його притоки Гнила і Самець (басейн річки Дністер). Споруджено 23 ставки (загальною площею 192 га).

### Ґрунти
Переважають чорноземи, типові малогумусні (79,3% площі району), чорноземи опідзолені й темно-сірі (14,8%), решта — лучні, болотні та ясносірі ґрунти.

### Флора і фауна
Площа лісів — 3, 8 тис. га (переважають дуб, ясен, сосна, ялина, береза, осика, липа), лісосмуг — 11, 2 га.

### Природоохоронні об'єкти
У районі — частина заповідника «Медобори», 11 пам'яток природи і заповідне урочище «Полупанівка».

## Історія
За переказами, саме через територію нинішнього Підволочиського району Кучманським шляхом рухалося військо Богдана Хмельницького 1648 до м. Львів, 1649 — на м. Збараж (оповідають, що гетьман сповідався у церкві Івана Богослова в с. Скорики й подарував дерев'яний іконостас) та 1651 — при переході до містечка Берестечко (нині місто у Горохівському районі Волинської області).
Після 1-го поділу Речі Посполитої (1772) територія Підволочиського району відійшла до Австрії. Від 1774 створювалися народні парафіяльні школи.
У травні 1848 скасована панщина, в червні того ж року проголошено вибори послів австрійського парламенту, серед яких — представник Збаразького і Скалатського повітів С. Качала (парох с. Шельпаки).
На теренах р-ну діяло багато організацій і товариств, зокрема «Просвіта», «Молода Просвіта», «Рідна школа», «Союз українок», «Сокіл», «Луг», «Сіяч», «Пласт».
Одними з перших у Галичині споруджено пам'ятники Тарасу Шевченку в селах Лозівка, Лисичинці, Токи, Криве.
25 травня 2014 року відбулися Президентські вибори України. У межах Підволочиського району було створено 64 виборчі дільниці. Явка на виборах складала — 79,89% (проголосували 26 872 із 33 638 виборців). Найбільшу кількість голосів отримав Петро Порошенко — 47,56% (12 781 виборців); Юлія Тимошенко — 22,36% (6 009 виборців), Олег Ляшко — 13,01% (3 495 виборців), Анатолій Гриценко — 10,69% (2 782 виборців). Решта кандидатів набрали меншу кількість голосів. Кількість недійсних або зіпсованих бюлетенів — 0,67%.

## Адміністративний поділ
Район утворено 1940 року (пізніше увійшли також частини колишніх Скалатського та Збаразького районів), об'єднує 62 населених пункти: смт Підволочиськ, м. Скалат, 60 сіл.
| Населений пункт | Тип   | Рада            | Рік заснування або першої згадки | Площа, км² | Населення   | Поштовий індекс | Телефонний код |
| --------------- | ----- | --------------- | -------------------------------- | ---------- | ----------- | --------------- | -------------- |
| Скалат          | місто | Скалатська      | 1512                             | 6          | 4 042 (ВРУ) | 47851           | 3543           |
| Підволочиськ    | смт   | Підволочиська   | 1463                             | 9,06       | 7700        | 47800           | 3543           |
| Богданівка      | село  | Богданівська    | 1583                             | 3,6        | 1131        | 47832           | 3543           |
| Воробіївка      | село  | Воробіївська    | 1785                             | 1.4        | 252         | 47823           | 3543           |
| Галущинці       | село  | Галущинська     | 1540                             | 2.6        | 659         | 47841           | 3543           |
| Гнилиці         | село  | Гнилицька       | 1463                             | 4.1        | 779         | 47820           | 3543           |
| Гнилички        | село  | Новосільська    | 1882 ?                           | 2.2        | 404         | 47811           | 3543           |
| Голотки         | село  | Кошляківська    | 1629                             | 1.5        | 389         | 47822           | 3543           |
| Голошинці       | село  | 171             | 1402                             | 1          | 171         | 47811           | 3543           |
| Городниця       | село  | Городницька     | 1784                             | 3.1        | 1056        | 47851           | 3543           |
| Гущанки         | село  | Терпилівська    | 1540                             | 1          | 143         | 47812           | 3543           |
| Дорофіївка      | село  | Дорофіївська    | 1571                             | 1.1        | 456         | 47805           | 3543           |
| Жеребки         | село  | Жеребківська    | 1574                             | 2.8        | 672         | 47843           | 3543           |
| Зарубинці       | село  | Зарубинецька    | 18 століття                      | 1.9        | 519         | 47851           | 3543           |
| Іванівка        | село  | Іванівська      | 1569 рік                         | 4          | 1166        | 47855           | 3543           |
| Кам'янки        | село  | Кам'янська      | 1541                             | 3.7        | 1492        | 47840           | 3543           |
| Качанівка       | село  | Качанівська     | 1546                             | 3.6        | 1303        | 47852           | 3543           |
| Клебанівка      | село  | Клебанівська    | 1463                             | 2.4        | 508         | 47830           | 3543           |
| Климківці       | село  | Скориківська    | 1661                             | 1.4        | 290         | 47814           | 3543           |
| Козярі          | село  | Новосільська    | 16 століття                      | 0.9        | 206         | 47811           | 3543           |
| Колодіївка      | село  | Колодіївська    | 1568                             | 4          | 1110        | 47844           | 3543           |
| Коршилівка      | село  | Супранівська    | 18 століття                      | 1.1        | 164         | 47831           | 3543           |
| Кошляки         | село  | Кошляківська    | 1583                             |            | 940         |                 |                |
| Криве           | село  | Кривенська      | 18 століття                      |            | 769         | 47851           | 3543           |
| Лисичинці       | село  | Лисичинська     | 1629                             | 2.1        | 477         | 47810           | 3543           |
| Лозівка         | село  | Терпилівська    | 16 століття                      | 1.3        | 224         | 47812           | 3543           |
| Магдалівка      | село  | Магдалівська    | 1785                             | 2.1        | 674         | 47850           | 3543           |
| Медин           | село  | Воробіївська    |                                  |            |             |                 |                |
| Мислова         | село  | Мисловецька     |                                  | 1.8        |             | 47805           | 3543           |
| Митниця         | село  | Магдалівська    |                                  | 0.5        |             | 47850           | 3543           |
| Мовчанівка      | село  | Кам'янківська   |                                  | 0.9        |             | 47840           | 3543           |
| Нове Село       | село  | Новосільська    |                                  | 1.9        |             | 47811           | 3543           |
| Новосілка       | село  | Новосілківська  |                                  |            |             | 47874           | 3543           |
| Ободівка        | село  | Терпилівська    |                                  | 0.7        |             | 47812           | 3543           |
| Оріховець       | село  | Оріховецька     |                                  | 1.8        |             | 47853           | 3543           |
| Остап'є         | село  | Остап'ївська    | 1581                             | 4.5        | 1785        | 47861           | 3543           |
| Пальчинці       | село  | Пальчинська     | 1463                             | 0.1        | 524         | 47821           | 3543           |
| Панасівка       | село  | Колодіївська    | 1580                             | 1.1        | 391         | 47844           | 3543           |
| Пеньківці       | село  | Воробіївська    | 1491                             | 0.9        | 109         | 47814           | 3543           |
| Поділля         | село  | Подільська      | 1574                             | 1.5        | 439         | 47860           | 3543           |
| Полупанівка     | село  | Староскалатська | 1580                             | 1          | 993         | 47845           | 3543           |
| Поплави         | село  | Скалатська      | 1642                             | 0.4        | 122         | 47851           | 3543           |
| Просівці        | село  | Воробіївська    | 1503                             | 0.6        | 77          | 47814           | 3543           |
| Рожиськ         | село  | Рожиська        | 1470                             | 1.5        | 332         | 47853           | 3543           |
| Росохуватець    | село  | Супранівська    | 1564                             | 1.3        | 293         | 47831           | 3543           |
| Скорики         | село  | Скориківська    | 1598                             | 1.9        | 603         | 47814           | 3543           |
| Старий Скалат   | село  | Староскалатська | 16 століття                      | 1.7        | 1078        | 47845           | 3543           |
| Староміщина     | село  | Староміщинська  | 1463                             | 2.2        | 829         | 47834           | 3543           |
| Супранівка      | село  | Супранівська    | 17 століття                      | 1.2        | 369         | 47831           | 3543           |
| Сухівці         | село  | Новосільська    | 1616                             | 2.2        | 541         | 47811           | 3543           |
| Тарноруда       | село  | Турівська       | 1578                             | 0.4        | 18          | 47862           | 3543           |
| Теклівка        | село  | Магдалівська    | 1785                             | 0.7        | 243         | 47850           | 3543           |
| Терпилівка      | село  | Терпилівська    | 1540                             | 1.7        | 321         | 47813           | 3543           |
| Токи            | село  | Токівська       | 1764                             |            | 1172        |                 |                |
| Турівка         | село  | Турівська       | 1457                             | 2.7        | 712         | 47862           | 3543           |
| Фащівка         | село  | Турівська       | 1547                             | 1.1        | 196         | 47862           | 3543           |
| Хмелиська       | село  | Хмелиськівська  | 1785                             | 2.7        | 697         | 47842           | 3543           |
| Хоптянка        | село  | Подільська      | 1785                             | 0.5        | 132         | 47860           | 3543           |
| Чернилівка      | село  | Чернилівська    | 1581                             | 1.4        | 497         | 47853           | 3543           |
| Шевченкове      | село  | Клебанівська    | 1540-ві                          | 1.6        | 142         | 47830           | 3543           |
| Шельпаки        | село  | Лисичинська     | 1463                             | 2.0        | 453         | 47810           | 3543           |
| Щаснівка        | село  | Пальчинська     | 1583                             | 0.03       | 92          | 47821           | 3543           |

## Населення
Розподіл населення за віком та статтю (2001)
| Стать | Всього | До 15 років | 15-24 | 25-44 | 45-64 | 65-85 | Понад 85 |
| --- | ------ | ----------- | ----- | ----- | ----- | ----- | -------- |
| Чоловіки | 21 243 | 4411        | 2902  | 6294  | 4654  | 2837  | 145      |
| Жінки | 25 064 | 4273        | 2710  | 6156  | 5840  | 5575  | 510      |
| \| Статево-вікова піраміда \| Статево-вікова піраміда \| Статево-вікова піраміда \| \| ----------------------- \| ----------------------- \| ----------------------- \| \| Чоловіки \| Вік \| Жінки \| \| 145 \| 85 + \| 510 \| \| 199 \| 80-84 \| 658 \| \| 553 \| 75-79 \| 1392 \| \| 926 \| 70-74 \| 1730 \| \| 1159 \| 65-69 \| 1795 \| \| 1149 \| 60-64 \| 1701 \| \| 922 \| 55-59 \| 1196 \| \| 1240 \| 50-54 \| 1468 \| \| 1343 \| 45-49 \| 1475 \| \| 1731 \| 40-44 \| 1722 \| \| 1503 \| 35-39 \| 1523 \| \| 1577 \| 30-34 \| 1404 \| \| 1483 \| 25-29 \| 1507 \| \| 1497 \| 20-24 \| 1371 \| \| 1405 \| 15-20 \| 1339 \| \| 1770 \| 10-14 \| 1655 \| \| 1511 \| 5-9 \| 1487 \| \| 1130 \| 0-4 \| 1131 \| |        |             |       |       |       |       |          |
| Статево-вікова піраміда |        |             |       |       |       |       |          |
| Чоловіки | Вік    | Жінки       |       |       |       |       |          |
| 145 | 85 +   | 510         |       |       |       |       |          |
| 199 | 80-84  | 658         |       |       |       |       |          |
| 553 | 75-79  | 1392        |       |       |       |       |          |
| 926 | 70-74  | 1730        |       |       |       |       |          |
| 1159 | 65-69  | 1795        |       |       |       |       |          |
| 1149 | 60-64  | 1701        |       |       |       |       |          |
| 922 | 55-59  | 1196        |       |       |       |       |          |
| 1240 | 50-54  | 1468        |       |       |       |       |          |
| 1343 | 45-49  | 1475        |       |       |       |       |          |
| 1731 | 40-44  | 1722        |       |       |       |       |          |
| 1503 | 35-39  | 1523        |       |       |       |       |          |
| 1577 | 30-34  | 1404        |       |       |       |       |          |
| 1483 | 25-29  | 1507        |       |       |       |       |          |
| 1497 | 20-24  | 1371        |       |       |       |       |          |
| 1405 | 15-20  | 1339        |       |       |       |       |          |
| 1770 | 10-14  | 1655        |       |       |       |       |          |
| 1511 | 5-9    | 1487        |       |       |       |       |          |
| 1130 | 0-4    | 1131        |       |       |       |       |          |

## Транспорт
Районом проходить автошлях E50.

## Культура

### Релігія
У селах району відновлено старі церкви, збудовано нові.
Найбільше церковних громад УГКЦ, ПЦУ, крім того, діють храми РКЦ, протестантські угруповання, функціонує монастир св. Теодора Студита (с. Колодіївка).

### Музеї
У селі Старий Скалат діє єдиний в Україні меморіальний музей-садиба Леся Курбаса. В 1991 році в с. Супранівка відкрито кімнату-музей Івана Франка.
Всього 8 музеїв.

## Охорона здоров'я
Діють Скалатська лікарня, дві поліклініки, сім сільських лікарських амбулаторій, 44 ФАП, геріатричний центр (с. Токи).

## Освіта
Є 49 загальноосвітніх шкіл (навчаються 5960 учнів), 5 музичних шкіл, школа-інтернат, школа-гімназія, будинок-ліцей, ДЮСШ, ПТУ, 20 дошкільних закладів;
23 Будинків культури, 34 клуби, 56 бібліотек, 14 народних колективів самодіяльної творчості; 2 стадіони, 17 футбольних полів, 24 спортзали.

## Пам'ятки

### Архітектурні пам'ятки
Історичні й архітектурні пам'ятки:
- залишки замкових споруд у Токах (16-17 ст.) і Скалаті,
- храми в селах Козярі (1645), Скорики (1744), Шельпаки (1783),
- храмовий комплекс на г. Свята Гора (кін. 19 ст., с. Полупанівка).

### Список усіх дерев'яних храмів
| Назва села | Патрон церкви               | Рік побудови            |
| ---------- | --------------------------- | ----------------------- |
| Козярі     | святого Димитрія            | 1645                    |
| Медин      | св. Покрови                 | 1862                    |
| Скорики    | Іоанна Богослова            | 1695, реставрована 1991 |
| Щаснівка   | Різдва Пресвятої Богородиці | 1900, реставрована 1989 |

### Пам'ятники і меморіальні комплекси
В населених пунктах насипано символічні могили на честь УСС, діячів ОУН і вояків УПА. На місцях поховань вояків УПА відкрито меморіали:
- 1992 в с. Нове Село (один із перших в Україні),
- смт Підволочиськ
- та в м. Скалат.

У Новому Селі, Підволочиську і Супранівці — меморіальні таблиці на будинках, де перебував І.Франко.
У багатьох населених пунктах споруджено пам'ятники на честь проголошення незалежності України, зокрема в Підволочиську (2001; у вигляд і Ангела-Хоронителя; скульптор Р. Вільгушинський).

### Економіка
У галузевій структурі підприємницької діяльності домінуючими є промисловість, сільське господарство і торгівля.
На території Підволочиського району на кінець 2004 року діяли 105 суб'єктів малого підприємництва — юридичних осіб та 766 фізичних осіб — підприємців. Питома вага малого бізнесу у загальних обсягах виробництва товарів, робіт, послуг становить 26,9%.
У районі діють понад 200 магазинів, 3 підприємства побуту, 37 їдалень, кафе, ресторанів.

### Сільське господарство
Діє агропромисловий комплекс (38 підприємств). Пл. сільськогосподарських угідь (за всіма товаровиробниками, у тому числі підсобними господарствами) — 72, 3 тис. га, ріллі — 61, 5 тис. га, пасовищ і сіножатей — 8, 5 тис. га.
Структура сільськогосподарського виробництва — тваринництво — 32% %, рослинництво — 68% %.
Землі району (переважно чорноземи) придатні для вирощування районованих сільськогосподарських культур. Обсяги валової продукції сільського господарства у 2004 році склали 153,0 млн грн.;
У районі вирощуються та виробляються:
- зернові культури — 99,3 тис. т;
- цукрові буряки — 140,3 тис. т;
- картопля — 56,5 тис. т;
- овочі — 6,4 тис. т;
- м'ясо — 5,0 тис. т;
- молоко — 33,7 тис. т;
- яйця — 11,9 млн шт.

Розвиток аграрного сектора та наявні мінеральні ресурси району зумовлюють домінування переробної і добувної промисловості у галузевій структурі промислового виробництва.

### Промисловість
Нині у районі працюють 15 промислових підприємств (найрентабельніші: Новосілківський спиртозавод, ПП «Харчовик», ТОВ «Полупанівський кар'єр», ТОВ «Тера», ЗАТ «Лотос», ВАТ «Скалатська агропромтехніка»);
Найважливіші галузі промисловості: хімічна, легка та поліграфічна. Найбільші галузі промисловості за питомою вагою галузі (станом на 2004 рік):
- харчова і переробна — 46,7%
- добувна — 26,8%
- легка — 6,6%
- поліграфічна — 6,6%

## Відомі люди
У районі народилося багато діячів науки, культури, мистецтва та політики:
Матковський Орест Іллярович (нар. 17 листопада 1929) — український учений-мінералог. Доктор геолого-мінералогічних наук, професор. Академік АН ВШ України з 1993 р.
- тележурналістка, громадська діячка, головний редактор Першого Національного телеканалу Христина Стебельська (Скалат),
- диригент, правник В. Балешта (с. Токи),
- кобзар і художник М. Баран (с. Хмелиська),
- український підприємець, громадський діяч, мемуарист О. Брик (с. Колодіївка),
- краєзнавець Є. Гасай (с. Токи),
- актор, режисер Я. Геляс (с. Терпилівка),
- діяч ОУН і УПА М. Голояд та громадський діяч Павло Голояд (обидва — с. Теклівка),
- кандидат історичних наук, краєзнавець Петро Гуцал[4]
- правник А. Жуковський (с. Дорофіївка),
- вчений-політолог, публіцист А. Камінський,
- художник і мистецтвознавець В. Кивелюк,
- церковний діяч, доктор східного канонічного права, професор О. Каськів (с. Староміщина),
- правник І. Кивелюк,
- лікар і громадський діяч С. Кивелюк (м. Скалат),
- церковний діяч М. Колодій (с. Клебанівка),
- художник І. Кучмак (с. Заднишівка, нині належить до смт Підволочиськ),
- громадсько-політичний діяч, господарник, вчений-економіст Н. Миколюк (с. Колодіївка),
- письменниця Н. Мориквас (с. Шельпаки),
- живописець, графік П. Обаль (с. Ободівка),
- художник М. Осінчук (с. Голошинці),
- письменник і перекладач М. Палій (с. Богданівка),
- громадсько-політичний діяч Н. Процик (с. Гнилички),
- науковець Т. Рибак (с. Староміщина),
- політичний діяч М. Сорока (с. Кошляки),
- громадська діячка М. Татаринська-Скубова (с. Іванівка) та ін.

У с. Гущанки неодноразово гостював у тестя поет Дмитро Павличко, написав тут низку сонетів та поему для дітей «Золоторогий олень» (1968).
Також 1919 перебував Борис Антоненко-Давидович у Підволочиську, Богданівці та Тернополі, про що написав в оповіданні «Блакитна Галілея».